# Buddy Buddy
Buddy Buddy is een Amerikaanse filmkomedie uit 1981 onder regie van Billy Wilder.

## Verhaal
De huurmoordenaar Trabucco heeft een nieuwe opdracht. Hij wordt echter in zijn werk gehinderd door de depressieve Victor. Hij wil zichzelf van kant maken, omdat zijn vrouw hem laten staan heeft voor de directeur van een sekskliniek.

## Rolverdeling
| Acteur          | Personage           |
| --------------- | ------------------- |
| Jack Lemmon     | Victor Clooney      |
| Walter Matthau  | Trabucco            |
| Paula Prentiss  | Celia Clooney       |
| Klaus Kinski    | Dr. Hugo Zuckerbrot |
| Dana Elcar      | Kapitein Hubris     |
| Miles Chapin    | Eddie               |
| Michael Ensign  | Onderdirecteur      |
| Joan Shawlee    | Receptioniste       |
| Fil Formicola   | Rudy Gambola        |
| C.J. Hunt       | Kowalski            |
| Bette Raya      | Mexicaanse werkster |
| Ronnie Sperling | Hippie              |
| Suzie Galler    | Zwangere vrouw      |
| John Schubeck   | Nieuwslezer         |
| Ed Begley jr.   | Luitenant           |